# ボブ・フォッシー
ボブ・フォッシー（Bob Fosse [ˈfɒsi], 1927年6月23日 - 1987年9月23日）は、アメリカ合衆国の俳優、振付師、ダンサー、映画監督、舞台演出家。『パジャマゲーム』(1954年)、『くたばれ!ヤンキース』(1955年)、『ハウ・トゥー・サクシード』(1961年)、『スイート・チャリティー』(1966年)、『PIPPIN』(1972年)、『シカゴ』(1975年)などのミュージカルの舞台や映画において演出や振付、『スイート・チャリティー』(1969年)、『キャバレー』(1972年)、『レニー・ブルース』(1975年)、『オール・ザット・ジャズ』(1979年)、『スター80』(1983年)などの映画において監督を務めた。
膝の折り曲げや「ジャズ・ハンド」などの特徴的な振付で知られる。1973年、1年のうちにアカデミー賞、エミー賞、トニー賞を受賞した唯一の人物である。アカデミー賞に4回ノミネートされ、『キャバレー』でアカデミー監督賞を受賞し、『オール・ザット・ジャズ』でパルム・ドールを受賞した。トニー賞振付賞を最多の8回受賞している他、『PIPPIN』で演出賞も受賞している。

## 略歴
ノルウェー人の父とアイルランド人の母のもとにシカゴで生まれた。1950年代のメトロ・ゴールドウィン・メイヤーミュージカルでダンサー兼振付師として活躍した。
13歳で自身のダンス・グループ"The Riff Brothers"を率い、15歳ですでに振り付けをはじめていたという。
その後、ブロードウェイ・ミュージカルの演出を手掛け、『くたばれ!ヤンキース』や『スイート・チャリティ』、『シカゴ』で振り付けを担当している。
ダンサーとして映画に出演もしていたが、1968年に舞台の映画化『スイート・チャリティー』で監督デビューした。
1973年には『キャバレー』でアカデミー監督賞を、『PIPPIN』でトニー賞を、ライザ・ミネリ主演の"Liza with a Z"でエミー賞を受賞。1年のうちにこれだけの賞を獲得した人物は彼だけである。また、1979年の『オール・ザット・ジャズ』ではカンヌ国際映画祭パルム・ドールを受賞している。
1999年、ブロードウェイで上演された、彼のダンスナンバーを集めたミュージカル『フォッシー』がトニー賞を受賞した。
果たされなかったが、彼の作品『シカゴ』をマドンナ主演で映画化する構想もあったという。

## 生い立ち
1927年6月23日、イリノイ州シカゴにてザ・ハーシー・カンパニーの出張販売員のノルウェー系アメリカ人の父シリル・キングスリー・フォッシーと、アイルランド系アメリカ人の母サラ・アリス・フォッシー（旧姓スタントン、愛称セイディ）のもとに生まれた。6人きょうだいの5番目であった。
ダンスに夢中になり、レッスンを受けていた。13歳の時にはシカゴにて「リフ・ブラザーズ」としてチャールズ・グラスと共にプロとして活動していた。シカゴのヴォードヴィルや映画館の他、米国慰問協会による舞台やイーグルス・クラブでもパフォーマンスを行なっていた。シルバー・クラウドやケイヴ・オブ・ウィンズなどのバーレスク・クラブにも出演していた。フォッシーによると、従業員の多くはフォッシーが未成年であるのに大人の社交場で働くことや、バーレスクの女性たちからセクハラされることに無関心であった。この頃の経験の多くがのちの作品に着想を与えることとなった。1943年、15歳の時、映画『Hold Evry'thing! A Streamlined Extravaganza in Two Parts』でバーレスクから着想を得た、肩紐のないドレスを着たショーガールが大きな扇子で踊るファン・ダンスを特徴とする振付を行ない、初めて振付師としてクレジットされた。
1945年に高校を卒業した後、第二次世界大戦終戦間近にアメリカ海軍に入隊し、五大湖海軍基地で戦闘に備えた。エンターテイメント部門に志願したがうまくいかず、マネージャーのフレデリック・ウィーヴァーに推薦してくれるよう嘆願した。その後すぐにショー「Tough Situation」に参加して太平洋周辺の軍隊や海軍基地を巡業した。
1947年、除隊後に第二のフレッド・アステアを目指してニューヨークに移住した。アメリカン・シアター・ウイングで演技を学び始め、のちに最初の妻でダンス・パートナーとなるメアリー・アン・ナイルズ(1923年-1987年)と出会った。『コール・ミー・ミスター』 でナイルズと共演し、初めて舞台で役を演じた。フォッシーとナイルズは『Your Hit Parade』の1950年シーズンにレギュラー出演していた。ディーン・マーティンとジェリー・ルイスはニューヨークのピア・ホテルで2人のダンスを観て、1951年、『The Colgate Comedy Hour』への出演を依頼した。
1986年のインタビューにおいてフォッシーは「ジェリーが私に振付を始めさせた。振付師として初めての仕事を与えてくれてとても感謝している」と語った。
1953年、メトロ・ゴールドウィン・メイヤー（MGM）と契約した。その年のうちに『Give a Girl a Break』、『やんちゃ学生』、『キス・ミー・ケイト』にダンサーとして出演した。『キス・ミー・ケイト』では短いながらも振付を行ない、キャロル・ヘイニーとのダンスでブロードウェイのプロデューサーたちから注目された。

## キャリア

### 1940年代
1940年代後期から1950年代初頭にかけて、映画から舞台に移行していった。1948年、レビュー『Make Mine Manhattan』において、ブロードウェイではトニー・シャーモリが出演していたが、全米ツアー公演ではフォッシーにこの役が与えられた。さらにフォッシーがツアー公演を終えた際、シャーモリは自身の番組にダンサーとして出演させた。

### 1950年代
1953年、MGMのハワード・キール、キャスリン・グレイソン、アン・ミラー主演のミュージカル映画『キス・ミー・ケイト』に出演し、楽曲「The Taming of the Shrew」のダンス・シーンにホルテンシオ役で登場した。
1954年、『パジャマゲーム』で初めてミュージカルの振付を行ない、1955年には映画『マイ・シスター・アイリーン』、ジョージ・アボット脚本および演出のミュージカル『くたばれ!ヤンキース』と続いた。『くたばれ!ヤンキース』制作中、1960年に結婚することとなる当時人気急上昇中のグウェン・ヴァードンと出会った。1956年、ヴァードンはトニー賞 ミュージカル主演女優賞を初受賞した。1954年にはヴァードンは『CAN-CAN』でトニー賞 ミュージカル助演女優賞を受賞していた。1957年、アボット演出のミュージカル『New Girl in Town』で振付をし、ヴァードンは2度目のトニー賞 ミュージカル主演女優賞受賞となった。
1957年、ドリス・デイ主演の『パジャマゲーム』映画版の振付を行なった。翌年、『くたばれ!ヤンキース』映画版に出演および振付し、ヴァードンがローラ役を再演した。マンボの楽曲「"Who's Got the Pain"」でフォッシーとヴァードンがダンス・パートナーとなっている。
1959年、ミュージカル『Redhead』の演出および振付を担当した。

### 1960年代
『Redhead』はトニー賞 ミュージカル作品賞を、フォッシーは振付賞を、ヴァードンは3度目のミュージカル主演女優賞を受賞した。次にラリー・ゲルバート脚本のミュージカル『The Conquering Hero』の演出および振付を担当する予定だったが降板した。
1961年、ロバート・モース主演の風刺的ブロードウェイ・ミュージカル『ハウ・トゥー・サクシード』の振付を行なった。窓拭き作業員の野心的な青年J・ピアパント・フィンチ（モース）が「努力しないで出世する方法」という本を読んでワールドワイド・ウィケット社で出世していく物語である。このミュージカルはすぐにヒットした。
1963年、ミュージカル『Little Me』でトニー賞において振付賞と演出賞にノミネートされ、振付賞を受賞した。
1966年、ヴァードン主演の『スイート・チャリティー』で振付および演出を行なった。この映画化でシャーリー・マクレーン主演の『スイート・チャリティー』を始めとしてフィーチャー映画5本の監督を行なった。

### 1970年代
1972年、ライザ・ミネリ、マイケル・ヨーク、ジョエル・グレイ主演のミュージカル映画『キャバレー』が2本目の監督作品となった。1996年のミュージカル『キャバレー』を基にしている。従来のミュージカルの技法での舞台版では主要登場人物がそれぞれ歌で感情を吐露したり物語を進行したりする。映画版では楽曲は全て物語に組み込まれている。この映画はキット・カット・クラブに出演するサリー・ボウルズ(ライザ・ミネリ)とイギリス人の理想主義者ブライアン・ロバーツ(マイケル・ヨーク)の若者たちの恋愛に焦点を当てている。ナチス・ドイツの台頭が背景となっている。観客からも批評家からもすぐに高評価を得た。アカデミー賞においてフォッシーの監督賞、ミネリの主演女優賞、グレイの助演男優賞を含む8部門で受賞した。
1972年、フォッシーとミネリはテレビのスペシャル番組『Liza with a Z』を共に制作し、エミー賞において監督賞および振付賞を受賞した。
1973年、脚本、演出、振付を行なったミュージカル『PIPPIN』でトニー賞ミュージカル演出賞を受賞した。1975年、ヴァードン主演のミュージカル『シカゴ』の演出および振付を行なった。
1974年、ダスティン・ホフマン主演でコメディアンのレニー・ブルースの伝記映画『レニー・ブルース』の監督を務め、アカデミー賞において監督賞にノミネートされた他、ホフマンも主演男優賞にノミネートされた。
1974年、スタンリー・ドーネン監督の映画『星の王子さま』で歌とダンスを披露した。「オールミュージック」によると、ヘビ役として歌い踊るフォッシーは滑らかなダンスで盛り上げた。1977年、ロマンティック・コメディ映画『Thieves』で端役を演じた。
1979年、浮気症で薬物中毒の振付師で演出家の栄光と挫折を描いたロイ・シャイダー主演の半自伝的映画『オール・ザット・ジャズ』の共同脚本および監督を務めた。アン・ラインキングが弟子で同棲している恋人役を演じた。アカデミー賞において監督賞3度目のノミネートで受賞には至らなかったが、作品としては4部門で受賞した。また第33回カンヌ国際映画祭では最高賞パルム・ドールを受賞した。1980年、演者になりたい人々の動機を追うドキュメンタリー作品を依頼した。

### 1980年代
1983年、『プレイボーイ』誌のプレイメイトで若くして殺害されたドロシー・ストラットンの伝記映画『スター80』
が最後の脚本および監督作品となった。『ヴィレッジ・ヴォイス』紙に掲載されたピューリッツァー賞受賞記事を基にしている。第34回ベルリン国際映画祭コンペティション部門に出品された。
1986年、ブロードウェイ・ミュージカル『Big Deal』の脚本、振付、演出を行ない、トニー賞において5部門にノミネートされて振付賞を受賞した他、『スイート・チャリティ』再演でも5部門にノミネートされ再演ミュージカル作品賞を受賞した。
ロバート・デ・ニーロ主演でゴシップ・コラムニストのウォルター・ウィンチェルについての映画の制作を始め、マイケル・ハーが脚本を執筆した。プロジェクトが本格的に始まる前にフォッシーは亡くなった。

## 革新的な振付スタイル
フォッシーのスタイルは、膝の折り曲げ、「フォッシー・アメーバ」、横向きでのすり足、肩回し、ジャズ・ハンドなどの特徴で知られる。フレッド・アステアの影響を受け、山高帽、杖、椅子などの小道具が使用された。トレードマークである帽子の使用は自意識によるもので、マーティン・ゴトフリード著のフォッシーの伝記によると「帽子を被るのは禿頭のためであり、ダンサーたちに被らせるのもそのためである」。手袋を使用するのは自身の手が好きでないからであった。フォッシーの人気の楽曲は『パジャマゲーム』の「"Steam Heat"」、『スイート・チャリティー』の「"Big Spender"」などであった。若かりしベン・ヴェリーンが出演していた『スイート・チャリティ』の「"Rich Man's Frug"」はフォッシーの特徴的なスタイルが集約されているものの1つである。
『くたばれ!ヤンキース』では「ジャズ・ダンスの父」と呼ばれるジャック・コールより着想を得ている。1957年、ヴァードンとフォッシーはサンフォード・マイズナーと共に演技法の向上のために研究していた。マイケル・ジューステンによるとフォッシーは「歌う時は感情が高ぶり過ぎて話し言葉だけでは伝えられない時、踊る時は感情が強過ぎて歌うだけでは伝えられない時」と語ったことがある。ミュージカル『Redhead』でフォッシーはジャズ、フレンチカンカン、ジプシー・ダンス、マーチング、社交ダンスと5つの異なる様式のダンスを取り入れた他、バレエのシーンもほぼ初めて使用した。『PIPPIN』ではブロードウェイの作品で初めてテレビ・コマーシャルを放送した。

## 私生活
1947年5月3日、デトロイトにてダンス・パートナーのメアリー・アン・ナイルズ(1923年–1987年)と結婚した。ナイルズとの離婚から1年後の1952年、ニューヨークにてダンサーのジョーン・マクラケンと結婚したが、1959年に離婚した。
1955年、『くたばれ!ヤンキース』の振付で、主演のダンサーで女優のグウェン・ヴァードンと出会って1960年に3度目の結婚をした。1963年、娘のニコールが生まれ、のちにダンサーおよび女優となった。フォッシーの数々の浮気が結婚生活に負担をかけ、1971年には別居していたが法的には1987年にフォッシーが亡くなるまで婚姻は続き、以降ヴァードンは誰とも再婚しなかった。
1972年、演出および振付を行なった『PIPPIN』にコーラス・ダンサーで出演していたアン・ラインキングと出会った。ラインキングによると2人の恋愛関係は1978年の『Dancin'』の終演頃に終わった。
1961年、『The Conquering Hero』リハーサル中に舞台上で発作が起き、てんかんであることが明らかになった。
フォッシーはスタジオや劇場以外で1人でいることはほとんどなかった。サム・ワッソン著の伝記『Fosse』によると、夜1人でいることは死ぬほど辛いものであった。処方されたアンフェタミンの作用による孤独感や不眠症を軽減するために自分が携わる作品に出演するダンサーに連絡をしてデートしようとすることも多く、誘われた側は断りづらいがフォッシーは求める肯定感を得ることができた。
フォッシーとヴァードンが共同で制作していた頃、フォッシーは批評家たちから非難され続け、ヴァードンは作品への関わりの程度に関わらず称賛されていた。しかしヴァードンは常にフォッシーおよびフォッシー家のイメージに気を遣い、出演者たちを集めて盛大なパーティを催し、婚姻期間を通じてフォッシーの広報を担った。

## 死
ワシントンD.C.のナショナル・シアターで『スイート・チャリティー』再演が開幕する直前に、ウィラード・ホテルの近くで倒れてヴァードンの腕に抱かれ、1987年9月23日、ジョージ・ワシントン大学病院にて心臓発作で亡くなった。
ヴァードンとニコールは遺言の通りに、フォッシーがガールフレンドと4年住んでいたロングアイランド州クォグの大西洋沖に遺灰を撒いた。
没後1ヶ月、ヴァードンはフォッシーの遺志を継ぎ、ニューヨークのセントラル・パークにあるタヴァーン・オン・ザ・グリーンに著名な友人たちを集めフォッシーを偲ぶ夕食会を開催した。

## 主な作品

### 舞台
| 年   | 題                                                                        | 役                                             | 会場                                           | 脚注   |
| ---- | ------------------------------------------------------------------------- | ---------------------------------------------- | ---------------------------------------------- | ------ |
| 1947 | コール・ミー・ミスター Call Me Mister                                     | パフォーマー – コーラス                        | 全米ツアー                                     |        |
| 1948 | メイク・マイン・マンハッタン Make Mine Manhattan                          | パフォーマー                                   | 全米ツアー                                     |        |
| 1950 | ダンス・ミー・ア・ソング Dance Me a Song                                  | パフォーマー – ダンサー                        | ブロードウェイ、ロイヤル・シアター             | [ 40 ] |
| 1951 | ビリオン・ダラー・ベイビー Billion Dollar Baby                            | 俳優 – チャンプ・ワトソン                      | ブロードウェイ、アルヴィン・シアター           | [ 41 ] |
| 1952 | パル・ジョーイ Pal Joey                                                   | 俳優 – ジョーイ・エヴァンズ (アンダースタディ) | ブロードウェイ、ブロードハースト・シアター     |        |
| 1954 | パジャマゲーム The Pajama Game                                            | 振付                                           | ブロードウェイ、ブロードハースト・シアター     |        |
| 1955 | くたばれ!ヤンキース Damn Yankees                                          | 振付                                           | ブロードウェイ、アデルフィ・シアター           |        |
| 1956 | ベルズ・アー・リンギング Bells Are Ringing                                | 共同振付                                       | ブロードウェイ、アルヴィン・シアター           |        |
| 1958 | ニュー・ガール・イン・タウン New Girl in Town                             | 振付                                           | ブロードウェイ、46番街シアター                 |        |
| 1959 | レッドヘッド Redhead                                                      | 演出、振付                                     | ブロードウェイ、46番街シアター                 |        |
| 1961 | コンカリング・ヒーロー The Conquering Hero                                | 振付 (クレジット無し)                          | ブロードウェイ、ANTAシアター                   |        |
| 1961 | ハウ・トゥー・サクシード How to Succeed in Business Without Really Trying | 振付                                           | ブロードウェイ、46番街シアター                 |        |
| 1962 | リトル・ミー Little Me                                                    | 共同演出、共同振付                             | ブロードウェイ、ラントフォンテイン・シアター   |        |
| 1963 | パル・ジョーイ Pal Joey                                                   | ジョーイ・エヴァンズ                           | ブロードウェイ、ニューヨーク・シティ・センター |        |
| 1965 | プレジャー・アンド・パレス Pleasures and Palaces                          | 演出、振付                                     | デトロイト、フィッシャー・シアター             | [ 42 ] |
| 1966 | スイート・チャリティー Sweet Charity                                      | 演出、振付                                     | ブロードウェイ、パレス・シアター               |        |
| 1972 | PIPPIN Pippin                                                             | 脚本 (クレジット無し)、演出、振付              | ブロードウェイ、ミンスコフ・シアター           |        |
| 1972 | ライザ Liza                                                               | 演出、振付                                     | ブロードウェイ、ウィンター・ガーデン・シアター | [ 43 ] |
| 1975 | シカゴ Chicago                                                            | 脚本、演出、振付                               | ブロードウェイ、46番街シアター                 |        |
| 1978 | ダンシン Dancin'                                                          | 演出、振付                                     | ブロードウェイ、アンバサダー・シアター         |        |
| 1986 | ビッグ・ディール Big Deal                                                 | 演出、振付                                     | ブロードウェイ、ブロードウェイ・シアター       |        |

### 映画
| 年   | 題                                                 | 監督 | 脚本 | 振付 | 出演 | 役                                  | 脚注   |
| ---- | -------------------------------------------------- | ---- | ---- | ---- | ---- | ----------------------------------- | ------ |
| 1953 | やんちゃ学生 The Affairs of Dobie Gillis           |      |      |      | Yes  | チャーリー・トラスク                |        |
| 1953 | キス・ミー・ケイト Kiss Me Kate                    |      |      |      | Yes  | ホルテンシオ                        |        |
| 1953 | ギブ・ア・ガール・ア・ブレイク Give a Girl a Break |      |      |      | Yes  | ボブ・ダウディ                      |        |
| 1955 | マイ・シスター・アイリーン My Sister Eileen        |      |      | Yes  | Yes  | フランク                            |        |
| 1957 | パジャマゲーム The Pajama Game                     |      |      | Yes  |      |                                     |        |
| 1958 | くたばれ!ヤンキース Damn Yankees                   |      |      | Yes  | Yes  | マンボ・ダンサー (クレジット無し)   |        |
| 1969 | スイート・チャリティー Sweet Charity               | Yes  |      | Yes  |      |                                     |        |
| 1972 | キャバレー Cabaret                                 | Yes  |      | Yes  |      |                                     | [ 44 ] |
| 1974 | 星の王子さま The Little Prince                     |      |      | Yes  | Yes  | ヘビ                                |        |
| 1974 | レニー・ブルース Lenny                             | Yes  |      |      | Yes  | インタビュアー (声、クレジット無し) |        |
| 1977 | Thieves                                            |      |      |      | Yes  | ミスター・デイ                      |        |
| 1979 | オール・ザット・ジャズ All That Jazz               | Yes  | Yes  | Yes  |      |                                     |        |
| 1983 | スター80 Star 80                                   | Yes  | Yes  |      |      |                                     |        |

### テレビ
| 年   | 題                                                                                   | 役                                                 | 特記                                             | 脚注 |
| ---- | ------------------------------------------------------------------------------------ | -------------------------------------------------- | ------------------------------------------------ | ---- |
| 1950 | ジョージ・バーンズ&グレイシー・アレン・ショー The George Burns and Gracie Allen Show | メアリー・アン・ナイルズと共にダンス・シーンに出演 | エピソード: Gracie the Artist                    |      |
| 1959 | Startime                                                                             | ディレクター                                       | エピソード: The Wonderful World of Entertainment |      |
| 1972 | Liza with a Z                                                                        | ディレクター                                       | スペシャル番組                                   |      |

## 受賞歴
| 年   | 賞                       | 部門                                                            | 作品                                          | 脚注       |
| ---- | ------------------------ | --------------------------------------------------------------- | --------------------------------------------- | ---------- |
| 1972 | アカデミー賞             | 監督賞                                                          | キャバレー Cabaret                            | 受賞       |
| 1974 | アカデミー賞             | 監督賞                                                          | レニー・ブルース Lenny                        | ノミネート |
| 1979 | アカデミー賞             | 監督賞                                                          | オール・ザット・ジャズ All That Jazz          | ノミネート |
| 1979 | アカデミー賞             | 脚本賞                                                          | オール・ザット・ジャズ All That Jazz          | ノミネート |
| 1955 | トニー賞                 | 振付賞                                                          | パジャマゲーム The Pajama Game                | 受賞       |
| 1956 | トニー賞                 | 振付賞                                                          | くたばれ!ヤンキース Damn Yankees              | 受賞       |
| 1957 | トニー賞                 | 振付賞                                                          | ベルズ・アー・リンギング Bells Are Ringing    | ノミネート |
| 1958 | トニー賞                 | 振付賞                                                          | ニュー・ガール・イン・タウン New Girl in Town | ノミネート |
| 1959 | トニー賞                 | 振付賞                                                          | レッドヘッド Redhead                          | 受賞       |
| 1963 | トニー賞                 | ミュージカル演出賞                                              | リトル・ミー Little Me                        | ノミネート |
| 1963 | トニー賞                 | 振付賞                                                          | リトル・ミー Little Me                        | 受賞       |
| 1964 | トニー賞                 | ミュージカル主演男優賞                                          | パル・ジョーイ Pal Joey                       | ノミネート |
| 1966 | トニー賞                 | ミュージカル演出賞                                              | スイート・チャリティー Sweet Charity          | ノミネート |
| 1966 | トニー賞                 | 振付賞                                                          | スイート・チャリティー Sweet Charity          | 受賞       |
| 1973 | トニー賞                 | ミュージカル演出賞                                              | PIPPIN Pippin                                 | 受賞       |
| 1973 | トニー賞                 | 振付賞                                                          | PIPPIN Pippin                                 | 受賞       |
| 1976 | トニー賞                 | ミュージカル脚本賞                                              | シカゴ Chicago                                | ノミネート |
| 1976 | トニー賞                 | ミュージカル演出賞                                              | シカゴ Chicago                                | ノミネート |
| 1976 | トニー賞                 | 振付賞                                                          | シカゴ Chicago                                | ノミネート |
| 1978 | トニー賞                 | ミュージカル演出賞                                              | ダンシン Dancin'                              | ノミネート |
| 1978 | トニー賞                 | 振付賞                                                          | ダンシン Dancin'                              | 受賞       |
| 1986 | トニー賞                 | ミュージカル脚本賞                                              | ビッグ・ディール Big Deal                     | ノミネート |
| 1986 | トニー賞                 | ミュージカル演出賞                                              | ビッグ・ディール Big Deal                     | ノミネート |
| 1986 | トニー賞                 | 振付賞                                                          | ビッグ・ディール Big Deal                     | 受賞       |
| 1973 | プライムタイム・エミー賞 | Outstanding Variety, Music or Comedy                            | Liza with a Z                                 | 受賞       |
| 1973 | プライムタイム・エミー賞 | Outstanding Directorial Achievement in Comedy, Variety or Music | Liza with a Z                                 | 受賞       |
| 1973 | プライムタイム・エミー賞 | 振付賞                                                          | Liza with a Z                                 | 受賞       |

1973年の第45回アカデミー賞において『キャバレー』で監督賞を受賞した。同年トニー賞において『PIPPIN』で演出賞および振付賞を受賞し、プライムタイム・エミー賞においてライザ・ミネリのスペシャル番組『Liza with a Z』でプロデューサー、振付師、ディレクターとして受賞した。1年のうちにこれら3つの賞を受賞した唯一の人物となった。
2007年4月27日、ニューヨーク州サラトガ・スプリングスのダンスの殿堂に殿堂入りした。1994年に創立されたロサンゼルス・ダンス・アワードはその後「フォッシー・アワード」と呼ばれ、現在はアメリカン・コリオグラフィ・アワードとなっている。2003年、フォッシーとヴァードンの娘であるニコール・フォッシーによりアルヴィン・エイリー・アメリカン・ダンス・シアターにてボブ・フォッシー・グウェン・ヴァードン・フェローシップが創立された。
ラインキングとヴァードンはフォッシー没後もその唯一無二の振付を残そうとした。1996年、ラインキングは『シカゴ』ニューヨーク再演でロキシー・ハート役を演じ、フォッシー・スタイルの振付を行なった。1999年、ヴァードンはフォッシーの特徴的な振付を特集するブロードウェイ・ミュージカルの芸術顧問となった。3幕で構成されるミュージカル・レビュー『フォッシー』においてリチャード・モルトビー・ジュニアとラインキングが着想および演出し、ラインキングとチェト・ウォーカーが振付を行なった。ヴァードンとフォッシーの娘のニコールは謝意のクレジットを受けた。『フォッシー』はトニー賞においてミュージカル作品賞を受賞した。
2019年4月9日からFXで8話構成のミニシリーズ『フォッシー&ヴァードン 〜ブロードウェイに輝く生涯〜』が放送され、サム・ロックウェルがフォッシー役、ミシェル・ウィリアムズがヴァードン役を演じた。サム・ワッソン著の伝記『Fosse』を基に、波乱万丈の2人の関係を描いている。第71回プライムタイム・エミー賞リミテッド・シリーズ部門において作品賞、主演男優賞、助演女優賞を含む7部門にノミネートされ、ウィリアムズが主演女優賞を受賞した。